# Josh Hairston
Joshua Keith "Josh" Hairston (Alexandria, Virginia, 12 de enero de 1992) es un baloncestista estadounidense que actualmente se encuentra sin equipo. Con 2,03 metros de estatura, juega en la posición de pívot. 

## Trayectoria deportiva

### Universidad
Jugó durante cuatro temporadas con los Blue Devils de la Universidad de Duke, en las que promedió 2,1 puntos y 1,5 rebotes por partido.

### Selección nacional
Jugó con la selección de Estados Unidos el Campeonato FIBA Américas Sub-18 de 2010 disputado en San Antonio (Texas), donde promedió 5,2 puntos y 2,5 rebotes en los cinco partidos que llevaron a ganar el oro a su equipo.

### Profesional
Tras no ser elegido en el Draft de la NBA de 2014, en el mes de septiembre firmó su primer contrato profesional con el equipo suizo del SAM Basket Massagno, donde disputó una temporada en la que promedió 16,3 puntos y 6,3 rebotes por partido.
La temporada siguiente la jugó como titular con el equipo sueco del Norrköping Dolphins, donde promedió 12,7 puntos y 5,7 rebotes por encuentro. En septiembre de 2016 dejó el club para fichar por el Maccabi Ra'anana de la Liga Leumit, la segunda división israelí. En una temporada promedió 15,0 puntos y 8,8 rebotes por partido.
En octubre de 2017 firmó contrato con la Latina Basket de la Serie A2 italiana, donde en 26 partidos promedió 17,4 puntos y 6,7 rebotes. Al año siguiente, sin cambiar de liga, fichó por el Basket Ravenna.